# Charadropsyche penicillata
Charadropsyche penicillata är en nattsländeart som beskrevs av Oliver S. Flint Jr. 1970. Charadropsyche penicillata ingår i släktet Charadropsyche och familjen Tasimiidae. Inga underarter finns listade i Catalogue of Life.